# Ricla
Ricla település Spanyolországban,  Zaragoza tartományban. Ricla Épila, Salillas de Jalón, Calatorao, La Almunia de Doña Godina, Chodes, Arándiga és Nigüella községekkel határos. Lakosainak száma 2949 fő (2024).

## Népesség
A település népessége az utóbbi években az alábbiak szerint változott:
| Lakosok száma | 2354 | 2653 | 2916 | 3469 | 3188 | 3203 | 2894 | 2847 | 2932 | 2949 |
|               | 2001 | 2004 | 2007 | 2009 | 2012 | 2014 | 2017 | 2019 | 2022 | 2024 |